# Самойленко Ігор Дмитрович
Самойленко Ігор Дмитрович (17 квітня 1977, Тирасполь, Молдавська Радянська Соціалістична Республіка) — молдовський боксер, призер чемпіонату Європи серед аматорів.

## Аматорська кар'єра
На чемпіонаті Європи 1996 Ігор Самойленко програв у другому бою майбутньому чемпіону Альберту Пакеєву (Росія).
На Олімпійських іграх 1996 переміг Омара Адорно (Пуерто-Рико) — 20-8 і програв Еліасу Ресайдо (Філіппіни) — 8-12.
На чемпіонаті світу 1997 переміг у першому бою Володимира Сидоренка (Україна) — 7-6, а у другому програв майбутньому чемпіону Мануелю Мантілья (Куба) — 1-9.
На чемпіонаті Європи 1998 програв у другому бою Ільфату Рязапову (Росія).
На чемпіонаті Європи 2000 програв у другому бою Богдану Добреску (Румунія) — 4-9 і не зумів кваліфікуватися на Олімпійські ігри 2000.
На чемпіонаті світу 2001 програв у першому бою Рудольфу Діді (Словаччина).
На чемпіонаті Європи 2002 завоював бронзову медаль.
- В 1/8 фіналу переміг Антонса Берьозинса (Латвія) — RSCO 3
- У чвертьфіналі переміг Рудіка Казанджяна (Кипр) — 16-6
- У півфіналі програв Георгію Балакшину (Росія) — RSCO 3

На чемпіонаті Європи 2004 в другому бою програв Рустаму Рахімову (Німеччина), але зумів кваліфікуватися на Олімпійські ігри 2004 на кваліфікаційному турнірі. На Олімпіаді програв у першому бою майбутньому чемпіону Юріоркісу Гамбоа (Куба) — 33-46.
На чемпіонаті світу 2005 програв у першому бою майбутньому чемпіону Лі Ок Сон (Південна Корея).
На чемпіонаті Європи 2006 програв у другому бою діючому дворазовому чемпіону Європи Георгію Балакшину (Росія).
На чемпіонаті світу 2007 програв у першому бою Ахілу Кумару (Індія).